# Albenche
L'Albenche est une rivière française située dans le département de la Savoie en région Rhône-Alpes, en ancienne région Rhône-Alpes. C'est un affluent de la Deysse, donc un sous-affluent du Rhône par le Sierroz.
Elle prend sa source sur la commune de Cessens, à 689 mètres d'altitude sur le versant est du massif de la Chambotte (1 057 m). D'une longueur de 9,5 kilomètres, l'Albenche n'arrose que trois autres communes que sont Saint-Germain-la-Chambotte, La Biolle et Albens, commune où elle termine sa course en confluant en rive gauche dans la Deysse à la limite avec Saint-Girod. Ses eaux continuent ensuite jusqu’au Sierroz et le lac du Bourget.

## Géographie
L'Albenche commence sa course à 689 m d'altitude, sur le versant est du massif de la Chambotte sur la commune de Cessens. D'une longueur de 9,5 km, la rivière suit une trajectoire vers l'est selon une courbe concave lui faisant prendre jusqu'à La Biolle une direction sud-est, puis nord-est jusqu’au chef-lieu d'Albens,. Elle y reprend une dernière fois une direction sud-est avant de terminer sa course dans les eaux de la Deysse, rivière marquant la limite entre Albens et Saint-Girod, et à 367 m d'altitude.

### Communes et cantons traversés
Dans le seul département de la Savoie, l'Albenche traverse quatre communes et un canton :
- dans le sens amont vers aval : Cessens (source), Saint-Germain-la-Chambotte, La Biolle, Albens (confluence).

Soit en termes de cantons, l'Albenche prend source et conflue dans le seul canton d'Aix-les-Bains-1, dans l'arrondissement de Chambéry.

### Toponymes
L'Albenche a un hydronyme de même racine que la commune d'Albens et du pays de l'Albanais.

### Bassin versant
L'Albenche traverse une seule zone hydrographique « Le Sierroz » (V132) de 157 km2 de superficie. Ce bassin versant est constitué à 50,51 % de « territoires agricoles », à 37,79 % de « forêts et milieux semi-naturels », à 10,55 % de « territoires artificialisés », à 0,76 % de « zones humides ».
Le bassin versant de l'Albenche s'étend sur 11 600 hectares et est compris dans le bassin versant du Sierroz qui alimente le lac du Bourget.

### Organisme gestionnaire
L'organisme gestionnaire est les Eaux du lac du Bourget. Un Schéma d'aménagement et de gestion des eaux (SAGE) est actif depuis 2011 concernant le bassin du lac du Bourget avec des objectifs à atteindre concernant la Route départementale RD201.

## Affluent
L'Albenche n'a pas d'affluent référencé. Son rang de Strahler est donc de un.
Malgré cela, Géoportail signale trois affluents en rive gauche et un en rive droite, sans nom connu, trois sur la commune de Saint-Germain-la Chambotte, le dernier sur la commune d'Albens.

## Hydrologie
Son débit est relativement faible, et du fait de son régime pluvial, son lit peut s’assécher durant l’été. À la fin des années 1990, ce débit ou QMNA5 a été jaugé à 0,087 m3/s à Albens, soit 7,5 litres par seconde et par kilomètre carré.
Sa confluence avec la Deysse étant située à 367 m d'altitude, son dénivelé s'établit alors à 322 mètres, et sa pente moyenne est de 3,6 %.

## Étymologie - Hydronymie
Albenche est un hydronyme qui pourrait dériver, tout comme les noms d'Albens ou de l'Albanais, du nom de la tribu (Ethnonyme) des Albii, qui peuplaient cette région. Le mot serait ainsi formé par le suffix -inum associé à Albii, dont le nom dérive du gaulois albios. Pour le toponymiste Nègre, le mot serait une évolution du préceltique *alb- (proche du lat albus, « blanc ») avec le suffixe préceltique *-inca. Le chanoine Gros cite, tout en nuançant, les travaux des chercheurs de la fin du XIXe siècle-fin du XXe siècle, Alfred Holder (Alt-celtischer Sprachschatz, 1907-1913) ainsi que ceux de l'archiviste Arbois de Jubainville, qui voient dans Albinum une origine ligure avec pour signification « blanc ». Selon lui, l'hydronyme est à l'origine des toponymes, alors que Heny Sutter, sur son site, indique l'inverse.
On peut rapprocher le nom d’Albenche de celui d’Albens, commune précisément traversée par cette rivière. Tous deux contiennent la racine préceltique ou gauloise (celtique) alb-, fréquemment attestée dans l'onomastique gauloise, avec divers suffixes, par exemple : les noms de personnes Albios, Albiorix, Albiorica, Albisi, Albanos et les noms de lieux Albion (la Grande-Bretagne), Albeta, etc.. Cette racine alb- signifie « blanc » à l'origine et se retrouve également dans le latin albus. Elle remonte à l'indo-européen *albho « blanc ». Albenche pourrait remonter à *Albincum avec le suffixe ligure -incum, identifié dans l'Albenc (Isère, Albenc XIVe siècle) et peut-être Lalbenque. En revanche, Albens semble être dérivé sur la base du même radical alb-, avec un suffixe différent, le gaulois -ennum. En effet, il est attesté sous la forme latinisée Albinnenses (116, CIL XII 2492) à l'époque romaine. On serait donc en présence d'un hydronyme et d'un toponyme dérivés à partir du même radical Alb- avec un suffixe différent, selon un processus que l'on rencontre fréquemment en onomastique. Le nom de pays de l'Albanais semble aussi dériver du même radical.